# Gare de Nice-Saint-Roch
Pour les articles homonymes, voir Gare Saint-Roch.
La gare de Nice-Saint-Roch est une gare ferroviaire française de la ligne de Nice à Breil-sur-Roya, située sur le territoire de la commune de Nice, dans le département des Alpes-Maritimes, en région Provence-Alpes-Côte d'Azur.
C'est une gare de la Société nationale des chemins de fer français (SNCF), ouverte au service du fret.

## Situation ferroviaire
Établie à 29 mètres d'altitude, la gare de Nice-Saint-Roch est située au point kilométrique (PK) 2,343 de la ligne de Nice à Breil-sur-Roya, entre les gares de Nice-Ville et de Nice-Pont-Michel.

## Histoire
Nice-Saint-Roch n'est plus desservie, depuis le 1er septembre 2014, par les trains TER Provence-Alpes-Côte d'Azur effectuant les missions entre les gares de Nice-Ville et de Breil-sur-Roya. En effet, elle a été remplacée par la halte de Nice-Pont-Michel, qui offre une intermodalité avec la ligne 1 du tramway de Nice.

## Service des voyageurs
La gare est fermée aux voyageurs.

## Service du fret
Cette gare est ouverte au service du fret, uniquement par train entier.

## Dépôt
Un dépôt de locomotives et un établissement d'entretien du matériel de traction sont établis à proximité.
Autrefois important, le dépôt regroupait à l'origine des locomotives à vapeur (au nombre maximum de 56 141 R en 1963), puis des locomotives Diesel (BB 63000 et BB 67000) ; il accueillait en outre les voitures du Mistral. Il disposait d'une rotonde, partiellement démolie en 1967 puis totalement en 1969. Dans les années 2010, c'est un dépôt-relais (depuis 1968) abritant des locomotives électriques (BB 22200) et des automotrices électriques (TER 2N), ainsi que des AGC voire des TGV de passage (initialement des rames Sud-Est, à partir des années 1990, donc avant leur remplacement par d'autres séries).